# Pallavolo ai Giochi della XXXII Olimpiade - Qualificazioni al torneo maschile (CSV)
Le qualificazioni sudamericane di pallavolo maschile ai Giochi della XXXII Olimpiade si sono svolte dal 10 al 12 gennaio 2020 a Mostazal, in Cile: al torneo hanno partecipato quattro squadre nazionali sudamericane e una si è qualificata per i Giochi della XXXII Olimpiade.

## Impianti
|                                                                  |  |  |
|                                                                  |  |  |
| Sun Monticello Città: Mostazal Capienza: - Anno d'apertura: 2008 |  |  |

## Regolamento

### Formula
Le squadre hanno disputato un'unica fase con formula del girone all'italiana: la prima classificata si è qualificata per i Giochi della XXXII Olimpiade.

### Criteri di classifica
Se il risultato finale è stato di 3-0 o 3-1 sono stati assegnati 3 punti alla squadra vincente e 0 a quella sconfitta, se il risultato finale è stato di 3-2 sono stati assegnati 2 punti alla squadra vincente e 1 a quella sconfitta.
L'ordine del posizionamento in classifica è stato definito in base a:
- Numero di partite vinte;
- Punti;
- Ratio dei set vinti/persi;
- Ratio dei punti realizzati/subiti;
- Risultati degli scontri diretti.

## Squadre partecipanti
| Squadra   | Qualificazione                     |
| --------- | ---------------------------------- |
| Cile      | 3ª al campionato sudamericano 2019 |
| Colombia  | 6ª al campionato sudamericano 2019 |
| Perù      | 5ª al campionato sudamericano 2019 |
| Venezuela | 4ª al campionato sudamericano 2019 |

## Torneo

### Risultati
| 10 gennaio 2020 Sun Monticello, Mostazal Durata: 1h:13 - Spettatori: 3 930 | Perù      | 0 - 3 | Colombia  | 19-25, 23-25, 21-25               |
| 10 gennaio 2020 Sun Monticello, Mostazal Durata: 2h:00 - Spettatori: 4 600 | Cile      | 1 - 3 | Venezuela | 19-25, 23-25, 21-25               |
| 11 gennaio 2020 Sun Monticello, Mostazal Durata: 2h:07 - Spettatori: 3 370 | Colombia  | 3 - 2 | Venezuela | 23-25, 25-22, 25-19, 24-26, 15-10 |
| 11 gennaio 2020 Sun Monticello, Mostazal Durata: 2h:00 - Spettatori: 4 200 | Cile      | 3 - 1 | Perù      | 36-34, 24-26, 25-21, 25-21        |
| 12 gennaio 2020 Sun Monticello, Mostazal Durata: 1h:07 - Spettatori: 3 500 | Venezuela | 3 - 0 | Perù      | 25-19, 25-16, 25-16               |
| 12 gennaio 2020 Sun Monticello, Mostazal Durata: 1h:46 - Spettatori: 4 200 | Cile      | 3 - 1 | Colombia  | 25-22, 22-25, 25-21, 25-19        |

### Classifica
| Pos | Squadra   | Pt | G | V | P | SV | SP | Ratio | PF  | PS  | Ratio |
| --- | --------- | -- | - | - | - | -- | -- | ----- | --- | --- | ----- |
| 1.  | Venezuela | 7  | 3 | 2 | 1 | 8  | 4  | 2,000 | 289 | 261 | 1,107 |
| 2.  | Cile      | 6  | 3 | 2 | 1 | 7  | 5  | 1,400 | 305 | 301 | 1,013 |
| 3.  | Colombia  | 5  | 3 | 2 | 1 | 7  | 5  | 1,400 | 274 | 262 | 1,045 |
| 4.  | Perù      | 0  | 3 | 0 | 3 | 1  | 9  | 0.111 | 216 | 260 | 0,830 |

## Classifica finale
| Pos | Squadra   | Qualificazione               |
| --- | --------- | ---------------------------- |
|     | Venezuela | Giochi della XXXII Olimpiade |
|     | Cile      |                              |
|     | Colombia  |                              |
| 4   | Perù      |                              |